# Arctodiaptomus euacanthus
Arctodiaptomus euacanthus là một loài động vật giáp xác Copepoda thuộc họ Diaptomidae. Đây là loài đặc hữu của Ấn Độ.